# Torneo de Viena 2010
El Torneo de Viena es un evento de tenis que se disputa en Viena, Austria,  se juega entre el 25 de octubre y el 31 de octubre de 2010.

## Campeones
- Individuales masculinos:  Jürgen Melzer derrota a   Andreas Haider-Maurer, 6–7(10), 7–6(4), 6–4.

- Dobles masculinos:  Daniel Nestor /  Nenad Zimonjić  derrotan a  Mariusz Fyrstenberg /  Marcin Matkowski, 7–5, 3–6, [10–5].